# Инвернес (Мисисипи)
Инвернес (енгл. Inverness) град је у америчкој савезној држави Мисисипи.

## Демографија
По попису из 2010. године број становника је 1.019, што је 134 (-11,6%) становника мање него 2000. године.
| Група             | 2000.       | 2010.       |
| Белци             | 456 (39,5%) | 485 (47,6%) |
| Афроамериканци    | 685 (59,4%) | 517 (50,7%) |
| Азијати           | 9 (0,8%)    | 8 (0,8%)    |
| Хиспаноамериканци | 13 (1,1%)   | 7 (0,7%)    |
| Укупно            | 1.153       | 1.019       |